# Michael Hoomanawanui
Michael Patrick Hoomanawanui (Bloomington, 28 agosto 1988) è un giocatore di football americano statunitense che milita nel ruolo di tight end per i New Orleans Saints della National Football League (NFL). Al college ha giocato a football all'Università dell'Illinois.

## Carriera professionistica

### St. Louis Rams
Hoomanawanui fu scelto nel corso del quinto giro del Draft NFL 2010 dai St. Louis Rams. Dopo avere segnato 3 touchdown nella sua prima stagione, fu svincolato il 2 settembre 2012.

### New England Patriots
Tre giorni dopo, Hoomanawanui firmò coi New England Patriots. Disputò la sua prima partita come titolare nei playoff nella sconfitta per 13-28 nella finale della AFC dei Baltimore Ravens. Il marzo 2014 firmò per altre due stagioni con la franchigia. Nella stagione 2014 ha vinto il Super Bowl, il primo della sua carriera, contro i Seattle Seahawks.

### New Orleans Saints
Il 30 settembre 2015, Hoomanawanui è stato scambiato con i New Orleans Saints per il defensive lineman Akiem Hicks.

## Palmarès

### Franchigia
- Super Bowl : 1

New England Patriots: XLIX
- American Football Conference Championship: 1

2014

## Statistiche
| Partite totali      | 73  |
| Partite da titolare | 47  |
| Ricezioni           | 51  |
| Yard ricevute       | 594 |
| Touchdown           | 7   |

Statistiche aggiornate alla stagione 2016